# تقنية التذوق الرقمي
تِقْنِيَّة التَّذَوُّق الرَّقْمِيِّ (بالإِنجِلِيزِيّة:Gustatory Technology) هِي هندسة تقنِيَّة تُحاكِي الطَّعم الحقِيقِيّ المرَاد نقلَةُ عبَّر موصِّلات إلِكتُرونِيَّة وتستقبِلهُ حاسَّة التَّذوُّق. وقد تخدم هذِه التِّقنِيَّة مجالات الطُّب والتَّمريضِ والرِّعاية الصِّحِّيَّة والدِّعاية والإعلان والتِّجارة الإلِكتُرونِيَّة والتَّبادُل والتَّفاعُل الاِجتِماعِيّ والتَّرِفِيَّة وغيرِها مِن المجالَات. ويصلُّ المُستخدِم إِلَى نتِيجَة مُتشابِه تُحاكِي الطَّعم الحقِيقِيّ المرَاد نقلة رقمياً مِن خِلال طرِيقتين مُتبايِنتينِ، وهِي كالتَّالي:
1. عبَّر المَوادّ الكِيميائِيَّة: حيثُ كشف باحِثُون مِن جامِعة تُسوكُوبا اليابانِيَّة فِي عامّ 2003م عن تِقنِيَّة التَّذوُّق الرَّقمِيِّ، عبَّر موَادُّ كِيميائِيَّة تُحاكِي الطَّعم الحقِيقِيّ المرَاد نقلَةُ.
2. عبَّر التحفّيز الكهربائي والحراري: تَوصُّل نيميشا راناسيغ مِن جامِعة سِنغافُورة الوطنِيَّة فِي عامّ 2012م إِلى مُحاكاة ونقَل الطَّعم عبَّر التَّحفِيز الكهربائِيّ والحرَاريّ، فيتِمُّ نقلَ الطَّعم الحامِضة، والمَالِحة، والمرُّ، عبَّر التَّحفِيز الكهربائِيّ، ويتِمُّ نقلَ الطَّعم الحُلو مِن خِلالَ التَّحفِيز الحرَاريّ.

## انظُر أيضاً
- محاكاة.
- واقع افتراضي.